# Utzedel
Utzedel (pol. Osiedlno) – gmina w Niemczech,  w kraju związkowym Meklemburgia-Pomorze Przednie, w powiecie Mecklenburgische Seenplatte, wchodząca w skład Związku Gmin Demmin-Land.
Dzielnice:
- Dorotheenhof
- Leistenow
- Roidin
- Teusin
- Utzedel